# Lonesome Road
| Recensione | Giudizio |
| ---------- | -------- |
| AllMusic   | [ 1 ]    |

Lonesome Road è il primo album discografico del chitarrista blues statunitense Lonnie Johnson, pubblicato dall'etichetta discografica King Records nel 1956.

## Tracce
Lato A
1. Lonesome Road – 3:08 (Nat Shilkret, Gene Austin) – Registrato nel 1948 a Detroit, Michigan
2. Backwater Blues – 3:03 (Lonnie Johnson) – Registrato il 13 agosto 1948 a Cincinnati, Ohio
3. Tomorrow – 2:51 (Lonnie Johnson) – Registrato il 13 agosto 1948 a Cincinnati, Ohio
4. Call Me Darling – 2:32 (Bert Reisfeld, Mart Fryberg, Albrecht Marcuse, Dorothy Dick) – Registrato il 13 agosto 1948 a Cincinnati, Ohio
5. So Tired – 2:45 (George A. Little, Arthur Sizemore) – Registrato il 13 agosto 1948 a Cincinnati, Ohio
6. Careless Love – 3:00 (Tradizionale) – Registrato il 13 agosto 1948 a Cincinnati, Ohio

Lato B
1. Drunk Again – 3:09 (Lonnie Johnson) – Registrato nel dicembre 1947 a Cincinnati, Ohio
2. Working Man's Blues – 2:40 (Lonnie Johnson) – Registrato nel dicembre 1947 a Cincinnati, Ohio
3. Jelly Roll Baker – 2:47 (Lonnie Johnson) – Registrato nel dicembre 1947 a Cincinnati, Ohio
4. Pleasing You – 3:05 (Lonnie Johnson) – Registrato il 13 agosto 1948 a Cincinnati, Ohio
5. It's Been so Long – 2:56 (Lonnie Johnson) – Registrato il 14 dicembre 1947 a Cincinnati, Ohio
6. Tomorrow Night – 3:06 (Sam Coslow, Wilhelm Grosz) – Registrato nel 1948 a Detroit, Michigan

- Brano: So Tired; sul vinile originale la paternità del pezzo è attribuita a: George A. Little ed Arthur Sizemore, nelle ristampe successive a: Russ Morgan
- Brano: Careless Love; sulle note del vinile originale attribuito come tradizionale, nelle ristampe successive accreditato a: Martha Koenig, Spencer Williams, W.C- Handy

## Musicisti
Lonesome Road / Backwater Blues / Tomorrow / Call Me Darling / So Tired / Careless Love
- Lonnie Johnson - voce, chitarra

Drunk Again / Working Man's Blues / Jelly Roll Baker
- Lonnie Johnson - voce, chitarra
- Allen Smith - pianoforte
- Monte Morrison - contrabbasso

Pleasing You
- Lonnie Johnson - voce, chitarra
- Allen Smith - pianoforte
- Montgomery Monte Morrison - contrabbasso

Tomorrow Night
- Lonnie Johnson - voce, chitarra
- Sconosciuto - pianoforte
- Sconosciuto - contrabbasso